# Flughafen Tegucigalpa

i7
i11
i13
Der Flughafen Tegucigalpa (spanisch Aeropuerto Internacional Toncontín, IATA-Code: TGU, ICAO-Code: MHTG) ist ein Verkehrsflughafen in Tegucigalpa, der Hauptstadt von Honduras. Er liegt 6 km vom Zentrum von Tegucigalpa entfernt. Er wurde 1948 mit einer nur 1863 m langen Start- und Landebahn gebaut; diese wurde im Mai 2009 nach einem Unfall auf 2163 m verlängert.
Im Oktober 2021 wurde auf dem Gelände eines Militärflugplatzes der Flughafen Comayagua eröffnet. Er hat eine 2440 m lange und 45 m breite Start- und Landebahn und ist Honduras’ neues Luftfahrt-Drehkreuz für Personenflüge und Frachtflüge.

## Besonderheiten
Der Flughafen Tegucigalpa zählt aus mehreren Gründen zu den anspruchsvollsten Flugplätzen weltweit: Die Start- und Landebahn ist relativ kurz und liegt 1000 m über dem Meeresspiegel (dort ist der Luftdruck rund 11 % geringer als in Meereshöhe). Flugzeuge brauchen deshalb dort eine längere Start- und Landestrecke als in niedrigeren Lagen. Landeanflüge und Starts müssen in einem steileren Winkel als üblich absolviert werden, weil der Flughafen in bergigem Gelände liegt. Ein unmittelbar vor Beginn der Landebahn liegender Hügel wurde 2007 abgetragen.
Bei schwierigen Wetterlagen müssen die Piloten auf einen anderen Flughafen ausweichen. Vor Eröffnung des Flughafens Comayagua wichen sie nach San Salvador oder San Pedro Sula aus. Der größte zivile Flugzeugtyp, der hier regelmäßig verkehrt, war oder ist die Boeing 757.
Nach dem Unfall im Mai 2008 erklärte Präsident Manuel Zelaya, sein Kabinett erwäge die Verlegung des Flughafens auf den Militärflugplatz Soto Cano bei Ciudad de Comayagua 65 km Luftlinie nordwestlich von Tegucigalpa.

## Flüge
Vom Flughafen Tegucigalpa werden hauptsächlich nationale Flüge abgewickelt. Flüge nach Miami, Dallas/Fort Worth oder Panama sind selten.

## Passagierzahlen
Im Jahr 2014 überstiegen die Passagierzahlen erstmals die Marke von 600.000 pro Jahr. Auch nach dem Beginn der COVID-19-Pandemie gingen sie nur leicht zurück.

## Zwischenfälle
- Am 7. Juni 1962 brach bei der Landung einer Curtiss C-46A-55-CK Commando der SAHSA – Servicio Aéreo de Honduras SA (Luftfahrzeugkennzeichen HR-SAL) deren linkes Hauptfahrwerk zusammen. Sie wurde irreparabel beschädigt. Beide Piloten, die einzigen Insassen auf dem Frachtflug, überlebten den Unfall.[6]

- Am 30. Juni 1966 geriet eine Douglas DC-6 der TAN Honduras (HR-TNG) bei der Landung auf dem Flughafen Tegucigalpa durch starken Wind von der Landebahn ab und in einen Drainagegraben. Dabei wurde das Fahrwerk ruiniert. Einige später wurde die Maschine verschrottet. Alle drei Besatzungsmitglieder, die einzigen Insassen auf dem Frachtflug, überlebten den Unfall.[7]

- Am 20. Februar 1967 ließen sich an einer Douglas DC-6 der SAHSA – Servicio Aéreo de Honduras SA (HR-SAS) bei der Landung auf dem Flughafen Tegucigalpa die Propeller nicht in den Umkehrschub bringen. Bei der Vollbremsung platzten die beiden äußersten Reifen des Hauptfahrwerks. Kurz vor dem Ende der Landebahn wurde ein Ringelpiez (Luftfahrt) versucht. Die DC-6 kam von der Landebahn ab; das Bugfahrwerk und das linke Hauptfahrwerksbein rutschten in einen Graben. Der Kraftstofftank im linken Flügel platzte und das Flugzeug fing Feuer. Vier der 55 Insassen starben.[8]

- Am 8. April 1971 wurde eine Douglas DC-3/C-47 der honduranischen SAHSA (HR-unbekannt) nahe Las Lajas, Honduras, in die Flanke eines wolkenverhangenen Berges 95 Kilometer nordnordwestlich vom Flughafen geflogen (Controlled flight into terrain). Alle 10 Insassen (drei Besatzungsmitglieder und 7 Passagiere) starben.[9]

- Am 27. Januar 1973 stürzte eine Douglas DC-6A der TAN Honduras (HR-TNO) 16 Kilometer nördlich des Flughafens Tegucigalpa ab und ging in Flammen auf. Alle 3 Besatzungsmitglieder, die einzigen Insassen auf dem Frachtflug, starben.[10]

- Am 25. Februar 1989 wurde eine Douglas DC-6/C-118A, die privat auf den honduranischen Circulo G. Albacian zugelassen war (HR-AKZ), nahe dem Flughafen Tegucigalpa gegen einen Berg geflogen. Bei diesem Controlled flight into terrain starben alle 10 Insassen (drei Besatzungsmitglieder und 7 Passagiere).[11]

- Am 21. Oktober 1989 wurde eine Boeing 727-224 der TAN Honduras (Transportes Aéreos Nacionales), geleast von Continental Airlines (N88705) im Anflug auf den Flughafen Tegucigalpa-Toncontin neun Kilometer südlich davon in den Berg Cerro de Hula geflogen. 131 der 146 Insassen starben (siehe auch TAN-Flug 414).[12]

- Am 30. Mai 2008 verunglückte ein Airbus A320-200 der salvadorianischen Fluggesellschaft TACA (EI-TAF) bei der Landung. Das Flugzeug kollidierte mit mehreren Kraftfahrzeugen, nachdem es über das Landebahnende hinaus gerast war. Vier Menschen starben. Der Nicaraguaner Harry Brautigam, Präsident der zentralamerikanischen Entwicklungsbank BCIE, starb sieben Tage nach dem Unfall in einem Krankenhaus an einem Herzinfarkt.[13][14]

- Am 22. Mai 2018 verunglückte eine Gulfstream G200 (N813WM) bei der Landung mit zwei Besatzungsmitgliedern und fünf Passagieren an Bord. Das Flugzeug schoss über die Landebahn hinaus, rutschte am Ende der Bahn einen Abhang hinunter und zerbrach in zwei Teile. Dabei wurden die Insassen leicht verletzt.[15]